# كميل قاسمي
كميل قاسمي (الفارسية: کمیل قاسمی، مواليد 27 فبراير 1988) هو لاعب مصارعة حرة إيراني فاز بالميدالية الذهبية في مسابقة المصارعة الحرة 120 كجم للرجال في دورة الألعاب الأولمبية الصيفية 2012. حصل قاسمي على الميدالية الذهبية الأولمبية بعد فشل المصارعين اللذين سبقاه في اختبارات المنشطات. يعتبر قاسمي هو المصارع الإيراني الأكثر نجاحا في الوزن الثقيل في الألعاب الأولمبية.
كما فاز بالميدالية الفضية في بطولة آسيا للمصارعة 2011 في مسابقة المصارعة الحرة بوزن 120 كجم. وُلِد في جويبار، بمحافظة مازندران الإيرانية، لكنه قضى طفولته في ساري. بدأ المصارعة بجدية بعد عودته إلى جويبار. بعد ظهوره الأولمبي، فاز قاسمي بوزن 120 كجم في كأس العالم للسباحة الحرة 2013 في طهران، إيران، مما ساعد بلاده على الفوز بالميدالية الذهبية في البطولة.. في بطولة آسيا للمصارعة 2014 فاز بالميدالية الذهبية في بطولة المصارعة الحرة وزن 125 كجم، بينما في بطولة العالم للمصارعة 2014 في ذلك العام، حصل على الميدالية الفضية في نفس الحدث. حصل على الميدالية الفضية في مسابقة المصارعة الحرة وزن 125 كجم في بطولة آسيا للمصارعة 2015، وخسر النهائي أمام أيال لازاريف من قيرغيزستان، والألعاب الأولمبية الصيفية 2016، خلف طه أكجول من تركيا. اعتزل قاسمي في عام 2019 بعد خسارته في التجارب الإيرانية لبطولة العالم للمصارعة 2019.

## المسيرة التدريبية
اعتبارًا من عام 2023، أصبح قاسمي المدرب الرئيسي للمنتخب الوطني الكمبودي للمصارعة. بدأ عمله كمدرب في أكتوبر 2020. تحت قيادة قاسمي، سجل المصارعون الكمبوديون إجمالي 19 ميدالية (ثلاث ذهبيات وثلاث فضيات و13 برونزية) في بطولة جنوب شرق آسيا للمصارعة 2022، وهي أكبر حصيلة لهم على الإطلاق منذ انضمامهم لأول مرة إلى البطولة الإقليمية قبل بضع سنوات.